# Rio das Cobras
Rio das Cobras är ett vattendrag i Brasilien.   Det ligger i delstaten Paraná, i den södra delen av landet, 1 200 km söder om huvudstaden Brasília.
Omgivningarna runt Rio das Cobras är en mosaik av jordbruksmark och naturlig växtlighet. Runt Rio das Cobras är det glesbefolkat, med 20 invånare per kvadratkilometer.